# Gertrud Flatow-Drucker
Gertrud Flatow-Drucker, född 23 maj 1882 i Berlin, död 3 mars 1965 i Uppsala, var en svensk-tysk målare.
Hon var dotter till grosshandlare Adolf Flatow och Caroline Derenberg samt från 1917 gift med professor Carl Drucker (1876–1959). Hon blev svensk medborgare 1934.
Flatow-Drucker studerade måleri i Berlin för George Mosson och Ulrich Hübner samt i Paris. Hon medverkade i utställningen Berliner Secession Salon d'automne som visades i Paris och i utställningar i bland annat Hamburg, München och Leipzig. I Sverige medverkade hon i utställningar med Uplands konstförening. Hennes konst består av stilleben, porträtt och landskapsskildringar utförda i olja eller pastell. Makarna Drucker är begravda på Uppsala gamla kyrkogård.